# 正義聯盟 (電影)
《正義聯盟》（英語：Justice League）是一部於2017年上映的美國超級英雄電影，改編自DC漫畫旗下的同名超級英雄團隊正義聯盟。本片為DC擴展宇宙的第五部作品。由查克·史奈德執導，克里斯·泰瑞歐和喬斯·溫登撰寫劇本。電影主演包括亨利·卡維爾、班·艾佛列克、艾美·亞當斯、蓋兒·加朵、伊薩·米勒、傑森·摩莫亞、雷·費雪、黛安·蓮恩、J·K·西蒙斯、康妮·尼爾森和希朗·漢德。故事敘述由蝙蝠俠和神力女超人兩人試圖與閃電俠、水行俠、鋼骨結盟，復活超人以對抗即將對地球造成威脅的外星敵軍。
《正義聯盟》於2014年10月正式宣布，史奈德將和泰瑞歐共同創作該片的劇本。最初其片名宣布為《Justice League Part One》。《正義聯盟》於2016年4月11日正式開始拍攝。史奈德於2017年5月22日因家庭因素而不得已退出電影的後製階段，使得改讓喬斯·溫登代替他的職務，並撰寫和執導史奈德原本計劃的額外補拍。該片由華納兄弟定於2017年11月17日在美國上映（含2D、3D和IMAX 3D版）。
查克·史奈德重製本片的《查克·史奈德之正義聯盟》於2021年上線HBO Max。

## 劇情
數千年前，荒原狼和他的外星生物軍團天啟魔，妄圖利用三個母盒之统一力量來摧毀地球生態系統，再將其改造成為荒原狼家鄉的蒼夷景象。他的邪惡計畫最終被奧林匹斯十二眾神、亞馬遜人、亞特蘭提斯人、人類以及綠光軍團攜手合作奮戰而挫敗，荒原狼被迫撤離地球，三個分離的母盒分別被亞馬遜人、亞特蘭提斯人和人類回收保管，分開藏於地球各個隱秘角落好永不被人找到。於現代，全世界還沒走出超人之死的陰影，高譚市和大都會等城市的犯罪率急劇上升，景象不但造成三個母盒自行重啟，甚至讓荒原狼重新現身於地球，決定再次實施征服計畫好博得他的君主達克賽德。
荒原狼闖入天堂島並奪走亞馬遜人保管的母盒，迫使希波呂忒女王點燃聖火以警告生活在人類世界的女兒黛安娜·普林斯。黛安娜加入布魯斯·韋恩所提出過的超人類團隊後，布魯斯去尋找雷克斯·路瑟的筆記裏的其中兩人，亞特蘭提斯人亞瑟·庫瑞和中央市大學的犯罪司法學系學生貝瑞·艾倫。當亞瑟拒絕參戰後，滿腔熱血的貝瑞一口答應加入布魯斯的陣營。黛安娜親自與因爆炸身亡卻被父親改造成機械身軀的維克多·史東會面，其拒絕參戰但同意幫他們追查荒原狼的地點。然而不久，天啟魔奉荒原狼命令抓走大都會星辰實驗室的所有科學家和員工，試圖拷問人類母盒的所在地，當中包括維克多的父親賽拉斯，其身為實驗室主任。高譚市警察局長詹姆斯·高登通過蝙蝠信號召來蝙蝠俠和其他英雄，維克多也現身加入他們的行動。
蝙蝠俠率隊來到荒原狼可能藏身的高譚港地下的棄置水管設施裡，即使他們成功拯救所有被綁架的賽拉斯等員工們，但荒原狼走前還是破壞管道造成設施淹水。這時，亞瑟得知亞特蘭提斯的母盒也被荒原狼搶走，便加入戰局並拯救蝙蝠俠等人免受洪水波及。維克多緊急取回賽拉斯保管的第三母盒，眾人回蝙蝠洞對其分析，維克多講述他父親是靠母盒的再造引擎之技術才將他復活。由於無法匹敵強大的荒原狼軍團，布魯斯決定冒險利用母盒技術將超人復活，認為如此不但能抵禦荒原狼，還能讓人類重拾希望。黛安娜和亞瑟對此強烈反對，但布魯斯聲言他會預備好「應對措施」，以防止超人復活後變成邪惡之尊。貝瑞和維克多挖出克拉克·肯特的遺體，帶回星辰實驗室所在的氪星偵察船內部的創始室，通過貝瑞神速力提供大量閃電能量，於母盒接觸水面一瞬間啟動重組程式成功將超人復活。
超人復活不久因嚴重失憶，再加上維克多的機械身自動反制對他發動攻擊，使超人開始攻擊蝙蝠俠等眾人。險些集體被超人殺害的情況下，蝙蝠俠讓管家阿福·潘尼沃斯帶來應對措施：露薏絲·蓮恩，她的出現讓超人慢慢恢復記憶並將她帶回他長大的家鄉小鎮，並和養母瑪莎團聚。荒原狼趁機奪走第三母盒，帶領天啟魔大軍攻下俄羅斯北部村莊的一座荒廢核電站來統一母盒；得知超人可能不會現身，全體英雄抱著必死決心來到村莊對抗成群的天啟魔。蝙蝠俠駕駛蝙蝠車發出擴音警報聲來干擾並引走天啟魔時，其他人來到核電站對抗荒原狼，但還是沒能爭取到足夠時間來讓維克多分離母盒。
超人最終回歸並逼退荒原狼，得知附近村民受困後被迫和貝瑞聯手撤走他們。維克多成功將三個母盒分離，眾正義聯盟成功擊敗荒原狼，讓牠首次產生恐懼感，讓吸食恐懼為生的天啟魔集體攻擊荒原狼，直到牠們集體被爆破管道撤離出地球。母盒被回收並分別放回各自的地點，超人等英雄們經過這次行動也各自改善生活。守護世界的黛安娜開始和公眾打成一片，貝瑞受布魯斯推薦而勝任中央市警局鑑識科工作，維克多獲得自信而加入星辰實驗室，和他的父親探索及提升能力。亞瑟接受他的身世並繼續守護海洋，克拉克回歸大都會並繼續以《星球日報》記者身份並繼續守護世界。
後來，路瑟透過替身成功從阿卡漢精神病院越獄，得知超人復活並建立正義聯盟一事後召來精英傭兵史萊德·威爾森來合作組建他的聯盟。

## 演員

### 正義聯盟
| 演員                     | 角色                                                      | 備註 |
| 班·艾佛列克 Ben Affleck  | 「蝙蝠俠」布魯斯·韋恩 Batman／Bruce Wayne                 | 高譚市的慈善億萬富翁、名流和花花公子，以及韋恩企業現任繼承人。因在年幼時目睹了雙親遭歹徒槍殺，使得他成為了私底下會在夜晚變裝打擊犯罪的義警英雄，同時也是罪犯們恐懼的存在。在和超人和神力女超人一同擊敗毀滅日後，打算集結其他超能力者來對抗即將到來的威胁。 |
| 蓋兒·加朵 Gal Gadot      | 「神力女超人」黛安娜·普林斯 Wonder Woman／Diana Prince    | 表面上是名古董商，實際上是天神宙斯的女兒，來自天堂島的亞馬遜族公主和5000歲的半神。在和超人和蝙蝠俠一同擊敗毀滅日後，協助蝙蝠俠尋找其他超能力者。 |
| 伊薩·米勒 Ezra Miller    | 「閃電俠」貝瑞·艾倫 The Flash／Barry Allen                | 中央城大學的犯罪司法學系學生。在一次意外中被閃電擊中，獲得了能高速移動的神速力，自始化身閃電俠保護城市。 |
| 傑森·摩莫亞 Jason Momoa  | 「水行俠」亞瑟·庫瑞 Aquaman／Arthur Curry                 | 海底王國亞特蘭提斯王座的繼承人，擁有駕馭潮汐和與各種水中生物交流的能力，亦能在深海中潛水及高速游泳。 |
| 雷·費雪 Ray Fisher       | 「鋼骨」維克多·史東 Cyborg／Victor Stone                  | 前高譚市大學美式足球四分衛。因一次致命的爆炸意外而造成全身重傷，後在父親的實驗室中被母盒改造成一個半人半機械的生化人，並擁有外星科技和控制自身機體的能力。                                                                                                 |
| 亨利·卡維爾 Henry Cavill | 「超人」凱·艾爾／克拉克·肯特 Superman／Kal-El／Clark Kent | 來自氪星的外星人。黑零事件後，成為了大都會的守護者並以克拉克·肯特之名投靠於《星球日報》作為一位小記者，以方便打聽世界發生的事件。在和蝙蝠俠和神力女超人一同擊敗毀滅日後，也因此隨之陣亡。                                                                  |

### 其他角色
| 演員                       | 角色                            | 備註                                                                             |
| 希朗·漢德 Ciarán Hinds     | 荒原狼 Steppenwolf              | 神秘的外星軍團長官，生來統治、力量強大、殘暴無常，企圖回收地球上的三個母盒。     |
| 艾美·亞當斯 Amy Adams      | 露薏絲·蓮恩 Lois Lane           | 《星球日報》著名記者，知曉克拉克的超人身分。黑零事件後，成為克拉克的女友和同事。 |
| 傑瑞米·艾恩斯 Jeremy Irons | 阿福·潘尼沃斯 Alfred Pennyworth | 布魯斯·韋恩的管家，是他的心靈導師和最親密的朋友。                                |
| 康妮·尼爾森 Connie Nielsen | 希波呂忒女王 Queen Hippolyta    | 亞馬遜族女王，黛安娜的母親，和族人生活在與世隔絕的天堂島上。                     |
| 黛安·蓮恩 Diane Lane       | 瑪莎·肯特 Martha Kent           | 克拉克的養母，充滿智慧的堅強女性。                                               |
| J·K·西蒙斯 J. K. Simmons   | 詹姆斯·高登 James Gordon        | 高譚市的警察局長，亦是蝙蝠俠最信任的盟友之一。                                   |
| 安柏·赫德 Amber Heard      | 湄拉 Mera                       | 亞特蘭提斯人，擁有心靈感應和操縱水的能力。                                       |
| 喬·蒙頓 Joe Morton         | 賽拉斯·史東 Dr. Silas Stone     | 科學家，維克多的父親，同時也是星辰實驗室的主任。                                 |
| 比利·庫達普 Billy Crudup   | 亨利·艾倫 Henry Allen           | 貝瑞的父親，因被誣陷謀殺妻子而判處終身監禁，是貝瑞從小到大極力想拯救的人。       |

片中的奧林匹斯眾神宙斯、阿瑞斯和阿耳提彌斯分別由健身模特兒塞爾吉·康斯坦斯、替身演員尼克·麥金利斯與MMA選手奧羅兒·勞澤拉爾所飾演。
演員羅蘋·萊特、威廉·達佛和凱爾西·克萊蒙所分別飾演的安提奧佩將軍、努迪斯·武爾科和愛瑞絲·威斯特在正片中的鏡頭皆被刪減。朱利安·路易士·瓊斯在片中短暫飾演了亞特蘭王。麥可·麥艾爾哈頓在片中客串了一名與神力女超人對峙的銀行搶匪。而馬克·麥克魯則在片中客串一名獄警的角色。喬·曼格尼洛和傑西·艾森柏格在最後片尾分別客串出演了「喪鐘」史萊德·威爾森和雷克斯·路瑟。
在片中出現的綠光戰警─亞蘭·戈（Yalan Gur），由CGI和未經證實的演員詮釋。此外，在早期製作階段，曾有一段基洛沃格和托瑪·雷與蝙蝠俠會面的片段，但該片段後來被刪除。

## 製作

### 發展
2007年2月，華納兄弟宣布，他們聘請了基蘭·馬爾羅尼和蜜雪兒夫妻兩人撰寫一份《正義聯盟》的劇本。後來，在差不多的時間傳出喬斯·溫登長期計劃的《神力女超人》和大衛·S·高耶編劇兼執導的《閃電俠》已取消。據報導，該片的標題為《Justice League: Mortal》；蜜雪兒和基蘭於2007年6月提交了劇本，獲得了華納兄弟積極的反應，因此華納兄弟希望能在2007年－2008年美國編劇協會大罷工開始前拍攝。華納兄弟因為面對《超人再起》失敗的票房與評價而不太願意繼續發展其續集。布蘭登·勞斯並未被獲選為《Justice League: Mortal》中的超人一角，且也不是《蝙蝠俠：開戰時刻》的克里斯汀·貝爾。華納兄弟擬定《Justice League: Mortal》是一個全新開始的系列，並發展到多部續集和番外篇。傑森·瑞特曼曾是電影的導演人選，但他因想作為一名獨立電影的工作者而拒絕了這份工作。2007年9月，喬治·米勒簽約擔任導演，巴利·奧斯朋同時也將擔任監製，電影預計會有2.2億美元的預算。
在隨後的一個月，約四十名演員參與了試鏡，其中包括了約瑟夫·克羅斯、邁克·安格拉諾、馬克斯·泰瑞奥、敏卡·凱利、安卓恩·帕利奇和斯科特·波特。米勒打算想要在電影的過程中讓人有「成長」的感覺，因此會想挑選年輕的演員來演。D·J·科特羅納被選為飾演超人，艾米·漢默將飾演蝙蝠俠。潔西卡·貝兒在會談的過程中，拒絕了神力女超人一角。之後改鎖定泰瑞莎·帕瑪和夏儂·索莎蒙，而瑪麗·伊莉莎白·文斯蒂德也證實自己也曾試鏡過。最後由梅根·蓋爾被選為神力女超人，而帕瑪則被改選為塔莉亞·奧·古的演員。在《Justice League: Mortal》的劇本中也有約翰·史都華的出現，這原本由哥倫布·索特飾演，但後來改為嘻哈歌手凡夫俗子，亞當·布羅迪將飾演貝瑞·艾倫／閃電俠，以及傑·巴魯契被選作麥克斯韋·洛德的演員。修·基斯-拜倫據傳飾演火星獵人。水行俠演員仍未定。瑪麗特·艾倫在2007年11月過世前曾被聘請擔任服裝設計師，且维塔工作室也將參與製作。
但因編劇罷工活動在同月開始，使得華納兄弟不得不擱置製作；2008年2月，罷工活動結束後，華納兄弟和米勒希望立即開始拍攝，但製作又推遲了三個月。最初，電影將在悉尼的澳大利亞福克斯製片廠拍攝，其他取景地包括在當地附近的大學與作為快樂港的悉尼海港。但澳大利亞電影委員會否決了華納兄弟40%的退稅，因為儘管劇組大多是澳大利亞人，他們還是覺得華納兄弟沒有聘請足夠的澳大利亞演員。米勒表示對於委員會丟掉了數億美元投資而感到相當沮喪。後來只好改至加拿大的溫哥華電影製片廠拍攝，但製作卻延遲至2008年7月，而華納兄弟仍相信能在2009年暑期推出電影。
隨著製作持續延遲，且加上2008年7月的《黑暗騎士》的成功，使華納兄弟決定把重心先放在英雄個人電影的發展上，讓導演克里斯多福·諾蘭繼續完成《黑暗騎士：黎明昇起》。2012年，DC娛樂公司高級副總裁格雷戈里表示：「我們正準備製作一部正義聯盟的電影，無論是現在還是從現在起的十年。但是，直到我們知道它是正確的，否則我們不打算拍出來，華納不會要做到這一點」。繼2011年的《綠光戰警》的失敗後，華納兄弟打算重啟該電影。同時，對於《閃電俠》和《神力女超人》的改編不斷擱置也打算重新再度發展。在《超人：鋼鐵英雄》的拍攝完成不久後，華納兄弟聘請威爾·比爾為新的《正義聯盟》編劇。華納兄弟公司總裁傑夫·羅賓諾夫解釋說，《超人：鋼鐵英雄》定下了基礎讓電影邁入下一步。電影將包含了其他DC宇宙的角色和定下DC漫畫角色的共同虛構電影宇宙。高耶表示，綠光戰警將會和2011年的版本沒有任何關係。在《超人：鋼鐵英雄》於2013年6月上映後，高耶被聘請撰寫續集，以及一部新的《正義聯盟》劇本，而貝歐的劇本則作廢。續集後來被改為《蝙蝠俠對超人：正義曙光》，除了亨利·卡維爾的超人外，還包括了班·艾佛列克的蝙蝠俠和蓋兒·賈多特的神力女超人，這讓《正義聯盟》的行程更加地顯著。此外，該宇宙與諾蘭的《黑暗騎士》三部曲並不共存，儘管諾蘭也有在《正義曙光》中擔任執行製片人。2014年4月，宣布查克·史奈德將根據高耶的劇本來執導《正義聯盟》。據報導，華納兄弟請克里斯·泰瑞歐在隔年7月改寫劇本。2014年10月15日，華納兄弟宣布電影將分拆成上下兩部，分別於2017年11月17日和2019年6月14日上映，導演皆為史奈德。2015年7月上旬，據透露，上集的劇本已由泰瑞歐撰寫完成。查克·史奈德表示，本片受傑克·柯比的《新神》啟發。監製黛博拉·史奈德和查爾斯·羅文於2016年6月17日證實，第二部《正義聯盟》電影將會是一部獨立的故事。

### 選角

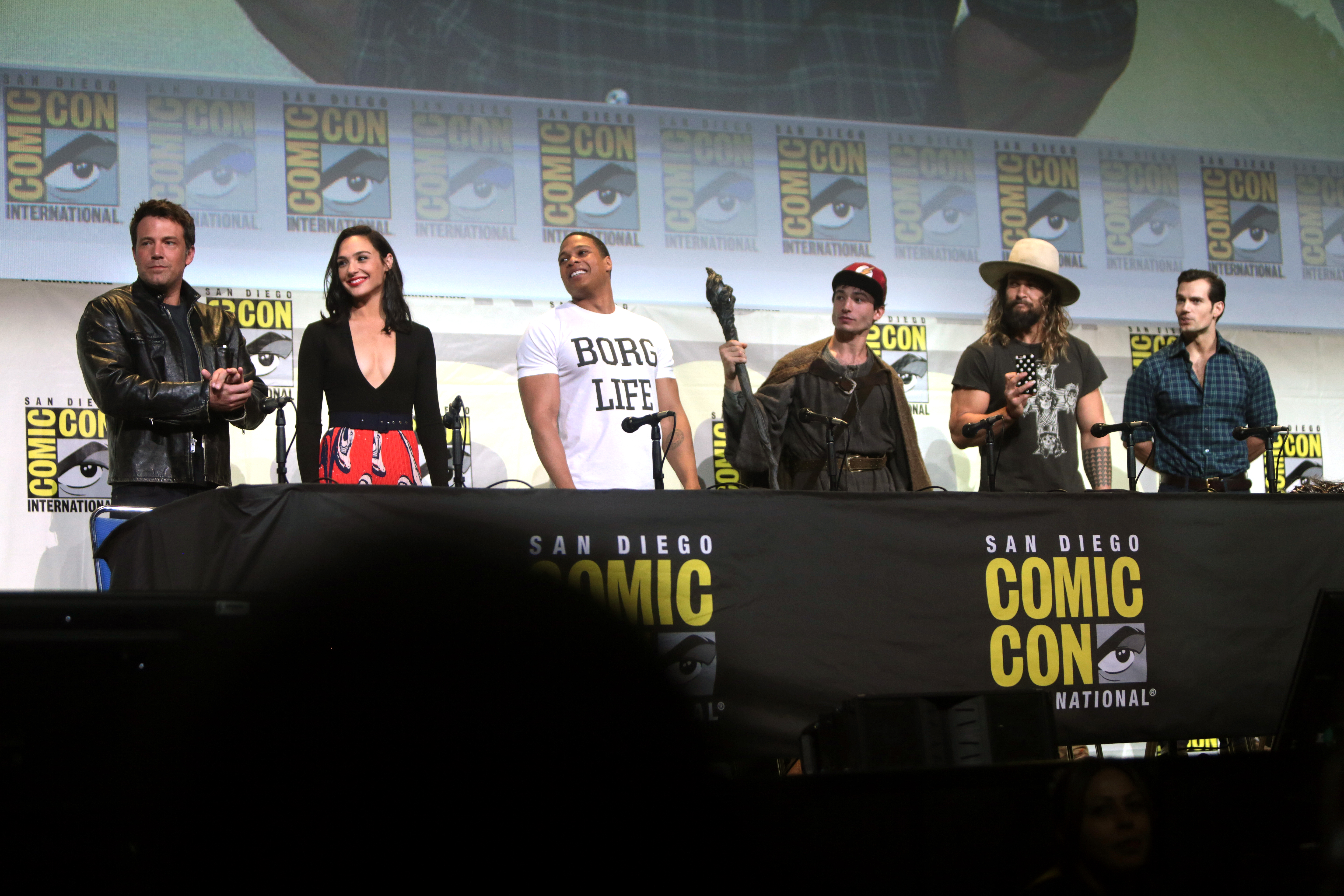
（左起）班·艾佛列克、蓋兒·加朵、雷·費雪、伊薩·米勒、傑森·摩莫亞與亨利·卡維爾現身於2016年的聖地亞哥國際動漫展上宣傳《正義聯盟》。

2014年4月，雷·費雪被選為鋼骨的演員，並在《蝙蝠俠對超人：正義曙光》中客串。亨利·卡維爾、班·艾佛列克、蓋兒·加朵和艾美·亞當斯也都將出演自己分別在《蝙蝠俠對超人：正義曙光》中的角色。2014年10月，傑森·摩莫亞被選為水行俠的演員，也在《蝙蝠俠對超人：正義曙光》中客串。2014年10月20日，摩莫亞向ComicBook.com表示，他並不知道《水行俠》的獨立電影推出前，是否會和《正義聯盟》相關。他認為可能會在這交代水行俠的起源。2016年1月13日，《好萊塢報導》宣布，安柏·赫德正在會談出演水行俠的愛人湄拉。2016年3月，監製查爾斯·羅文說，綠光戰警還不會出現在《正義聯盟2》前的任何電影，並表示，可能會把綠光戰警在《正義聯盟2》中作一些介紹。此外，同月，《好萊塢報導》宣布，J·K·西蒙斯將飾演詹姆斯·高登，而赫德也確認參演梅拉一角。艾美·亞當斯證實，她將會在兩部《正義聯盟》電影中飾演露薏絲·蓮恩。2016年4月，據《好萊塢報導》，威廉·達佛加入演出。2016年5月，傑瑞米·艾朗證實，他仍會繼續飾演阿福·潘尼沃斯一角。同月，傑西·艾森柏格證實，他將再次飾演雷克斯·路瑟。2016年7月，朱利安·路易士·瓊斯加入劇組。而在前幾部電影飾演派瑞·懷特的勞倫斯·費許朋則因日程安排衝突而不得不退出本片。2017年4月，麥可·麥艾爾哈頓透露，自己在電影中也飾演了一名角色。

### 拍攝
2015年7月，據透露，正式拍攝將於2016年春季開始，在此之前會先執行《神力女超人》的拍攝。正式拍攝於2016年4月11日在英國東南部的華納兄弟利維斯登製片廠進行，其他拍攝地包括倫敦、蘇格蘭和冰島。與查克·史奈德長期合作的攝影師方賴瑞因行程上的衝突而沒法參與本片，所以改由法比安·華格納擔任攝影師。班·艾佛列克也被透露擔任本片的執行製片人。2016年5月，據透露，傑夫·強斯和強·柏格將參與電影的製作，而他們也會繼續參與《蝙蝠俠對超人：正義曙光》後的DC擴展宇宙電影。同月，傑瑞米·艾恩斯表示，《正義聯盟》的故事會比《蝙蝠俠對超人：正義曙光》更加地直線和簡單。強斯後來表示，本片將會比之前的DCEU電影更「充滿希望和樂觀」。摩莫亞在Instagram上透露，在倫敦的拍攝已截至2016年10月1日，接下來會於10月和整個11月在冰島進行。

### 後期製作
2017年5月22日，史奈德不得已退出電影的後製階段，以便妥善處理最近逝世的女兒，使得改讓喬斯·溫登代替他的職務，並撰寫和執導史奈德原本要進行的額外補拍。2017年7月，宣布本片在倫敦和洛杉磯經歷了長達兩個月的補拍，華納兄弟公司向劇組提供了約2500萬美元的預算（這比一般補拍的600萬美元至1000萬美元還高）。由於卡維爾在參與補拍的同時也正拍攝《不可能的任務6》，其饰演的角色必須留著鬍子，也讓華納兄弟不得不使用特效來將卡維爾的鬍子去除掉。華納兄弟後來宣布，溫登獲得了共同編劇的掛名，以表揚他的協助和貢獻。

## 音樂
2016年3月，《超人：鋼鐵英雄》和《蝙蝠俠對超人：正義曙光》作曲家漢斯·季默表示，自己正式從「超級英雄界」退休。2016年6月，在《蝙蝠俠對超人：正義曙光》與季默合作的Junkie XL接替季默為《正義聯盟》配樂。2017年6月，丹尼·葉夫曼取代Junkie XL擔任作曲家。

## 發行
《正義聯盟》排於2017年在11月17日在美國上映。2016年6月4日，傑夫·強斯證實電影的正式片名為《正義聯盟》。而電影也含有IMAX版本。該片最先於2017年10月26日在北京舉行了全球首映。

### 市場行銷
2016年7月23日，華納兄弟公司於聖地亞哥國際動漫展上釋出首支前導預告片及概念圖。2017年3月25日，釋出正式預告片。2017年7月，在聖地亞哥國際動漫展上又再度釋出一支長達4分鐘的預告片。2017年10月8日，最終版預告釋出。

## 迴響

### 評價
《正义联盟》获得好壞參半的評價，演员表现（尤其是加朵和伊薩米勒）获得称赞，但剧情被批不充实，特效画面差，反派太弱。影片基调碰到了两极分化的评价，部分人赞扬影片风格较之前的作品明快幽默，其他则认为不协调。评论聚合网站烂番茄根據413條評論只有39%的新鮮度，平均得分5.3／10，网站共识写道：“《正义联盟》超越了众多DC电影，但仅此一跃难以撼动继续拖累系列的浑沌的美学、羸弱的角色和混乱的打戏。”在Metacritic上，電影獲得了45分，评论52条。據CinemaScore調查，觀眾的評價在A+至F間落於「B+」。
《芝加哥太阳报》的理查德·罗帕给予影片3.5星（满分4星），称赞了演员，尤其是加朵，表示“这是一部团结一心起源的电影，展现出极大的幽默和正能量”。《综艺》的欧文·格雷伯曼对影片赞不绝口，他写道：“《正义联盟》的每一帧帧都在想着如何去弥补《蝙蝠侠大战超人》的罪过。这不仅只是一部续集——是为系列赎罪的之举。电影嘛，并不凌亂，不言过其实，很明快，很纯净，很淳朴（有时几乎太淳朴了），锋利的巧妙回答和激烈战斗并没有持续太久。”
《滚石》的彼得·崔維斯给予影片2.5星（满分4星），称赞演员，但批评动作场面和编剧，他写道：“联盟成员聚集在一起的镜头都是在拌拌嘴，给影片掺入幽默和名副其实的感觉，给观众带来实在的兴趣。没有它，影片会是一盘散沙。”
相反，《好莱坞报道者》的陶德·麥卡錫在称赞加朵和米勒的同时，表示影片的画面丑陋且無趣，表示：“疲倦、重复和费劲的展现方式是这部作品的关键，还有值得注意的是，本·阿弗莱克第二次穿上蝙蝠装的模样，看上去他宁愿去别的地方，而不是这儿。”《Uproxx》的迈克·莱恩（Mike Ryan）的想法类似：“也许日后这会是一个开起来很有意思的团队？伊萨·米勒的样子无疑是乐在其中，所以这很有前途。参演的演员都很优秀。他们只不过需要注意让演员们做点有趣的事情，咳咳，帕蒂·詹金斯，咳咳。”

### 票房
在美國和加拿大，《富比士》早期預估《正義聯盟》能在首週獲得1.3億至1.7億美元的票房，而《BoxOffice》則預估首週票房能達1.5億美元，且能在國內累積至3.3億美元。該片被分析在全球至少要達到6億至7.5億美元的票房才能收回成本。美國週四晚間，該片賺取了1300萬美元，高於6月的《神力女超人》（1100萬美元）。該片在美國第一天（含週四的票房）獲得3880萬美元的票房，最終美國首週末票房僅收得9380萬美元，這對比《蝙蝠俠對超人：正義曙光》的1.66億美元降低了44%，同時這也是DCEU首部首週票房不到1億美元的電影。Deadline.com認為，該片的首週成績會如此低歸因於《蝙蝠俠對超人：正義曙光》的不佳表現，以及直到前天才公布評分的爛番茄評級，這引起了觀眾的猜測和起疑。
在國際市場上，《正義聯盟》在首週估計能開出2.15億至2.35億美元的票房，其中包括與美國同天上映的中國，分析師預估在首週全球票房能達至3.25億至5.5億美元。包括南韓、法國和巴西在內的九個國家於上映第一天便賺了850萬美元。最終，該片從六十五個國家中在首週獲得了1.855億美元，其中包括了中國的5710萬美元、來自英國的980萬美元、來自墨西哥的960萬美元和來自南韓的880萬美元。在巴西，《正義聯盟》首週開出1420萬美元的票房，為該國史上最高的開盤數字。
在台灣方面，首日票房為新台幣2300萬元；首週四天票房為新台幣1.16億元；次週票房累計至新台幣1.91億元；第三週票房累計至新台幣2.24億元；第四週票房累計至新台幣2.38億元；最終全台票房為新台幣2.46億元。
| 上一届： 《雷神索爾3：諸神黃昏》 | 2017年美國週末票房冠軍 第46週        | 下一届： 《可可夜總會》     |
| 上一届： 《雷神3：诸神黄昏》     | 2017年中国内地一周票房冠军 第47-48週 | 下一届： 《尋夢環遊記》     |
| 上一届： 《雷神索爾3：諸神黃昏》 | 2017年台北週末票房冠軍 第46-47週     | 下一届： 《血觀音》         |
| 上一届： 《雷神奇俠3：諸神黃昏》 | 2017年香港週末票房冠軍 第47-48週     | 下一届： 《東方快車謀殺案》 |

## 查克·史奈德之正義聯盟
有許多粉絲認為電影失利的其中一個原因是因為喬斯·溫登修改劇本和補拍的緣故，因此發起聯署要求華納釋出史奈德剪輯版（The Snyder Cut，中文圈常稱作導演剪輯版）的《正義聯盟》。有消息指出喬斯·溫登的故事是在查克監督下完成，華納則沒有任何完成史奈德剪輯版的計畫。一直到2020年5月21日，華納正式宣布由查克·史奈德負責製作的《查克·史奈德之正義聯盟》將於2021年上架華納的串流平台HBO Max。

## 榮譽
| 獎項     | 類別           | 提名者或受獎者 | 結果 | 參考    |
| -------- | -------------- | -------------- | ---- | ------- |
| 金預告獎 | 最佳動作片海報 | 《正義聯盟》   | 提名 | [ 114 ] |

## 續集
儘管起初宣布《正義聯盟》將分成上下兩集，但後來查克·史奈德表示，兩部電影都是獨立的故事。2017年3月，監製查爾斯·羅文宣布，史奈德將會回歸執導續集。續集原定於2019年6月14日發行，但是考慮到與計劃推出的電影《蝙蝠俠》內容協調一致，發行日期被推遲。2017年10月，J·K·西蒙斯表示，片商已開始進行續集的劇本製作。2017年12月，《綜藝》報道稱該項目被擱置。2019年，儘管《神力女超人》系列導演派蒂·珍金斯有意接手執導影片，華納表示他們優先考慮獨立電影。

## 備註
1. ↑  導演查克·史奈德暫時離開電影的後製和補拍工作後，改由溫登接手。2017年8月，從華納兄弟釋出的職員名單得知，溫登獲得了共同編劇的掛名[1]。
2. ↑  依照DC擴展宇宙上映次序。
3. ↑  依照DC擴展宇宙上映次序。
4. ↑  在本片中，貝瑞·艾倫還不是犯罪調查科人員。
5. ↑  在本片中，亞瑟·庫瑞還不是亞特蘭提斯的國王[5]。
6. ↑  馬克·麥克魯曾於1978年電影《超人》中飾演吉米·奧爾森。
7. ↑  傑西在《蝙蝠俠對超人：正義曙光》中同樣也有飾演雷克斯。

## 延伸閱讀
- Abbie Bernstein. . Titan Books Limited. 2017. ISBN 978-1-78565-681-1.
  - 艾比‧伯恩斯坦; 甘鎮隴譯. . 台灣: 尖端. 2017-11-30. ISBN 9789571079134 （中文（臺灣））.

## 外部連結
- 互联网电影数据库（IMDb）上《正義聯盟》的资料（英文）
- Box Office Mojo上《正義聯盟》的資料（英文）
- 爛番茄上《正義聯盟》的資料（英文）
- Metacritic上《正義聯盟》的資料（英文）
- AllMovie上《正義聯盟》的资料（英文）
- 開眼電影網上《正義聯盟》的資料（繁體中文）
- 豆瓣电影上《正義聯盟》的資料 （简体中文）
- 时光网上《正義聯盟》的資料（简体中文）